# 白山神社 (高山市国府町鶴巣)
白山神社（はくさんじんじゃ）は、岐阜県高山市国府町（旧・吉城郡国府町）に鎮座する神社（白山神社）。

## 概要
創建時期は不詳。一説では鎌倉時代、当時臨済宗の寺院であった清峰寺の鎮守として創建されたという。
1950年（昭和25年）に岐阜県神社庁より銀幣社の指定を受ける。

## 主祭神
- 伊弉冉尊
- 伊弉諾尊
- 菊理姫命

## 境内社
- 秋葉神社[2]
- 熊野神社[2]